# Toyota Aygo
Der Toyota Aygo ist ein vorwiegend für den europäischen Markt entworfener Kleinstwagen von Toyota mit vier Sitzen und wahlweise zwei oder vier Türen. Der Aygo wurde bis Anfang 2022 gemeinsam mit den weitgehend baugleichen Citroën C1 und Peugeot 107/108 im Werk von Toyota Peugeot Citroën Automobile (TPCA) in Kolín (Tschechien) hergestellt. Die Produktion der dritten Generation erfolgt ohne die eingestellten Schwestermodelle.
Seit seinem Verkaufsstart der ersten Modellgeneration im Juli 2005 stellt er das kleinste Pkw-Modell von Toyota dar, wobei der von 2008 bis 2014 produzierte Toyota iQ zwar noch kürzer war, aber ansonsten oberhalb des Aygo positioniert. Der Aygo visiert eine eher junge Zielgruppe an, der Name Aygo soll sinngemäß I go (engl. ‚ich gehe/fahre‘) andeuten. Der Aygo konnte sich – gemeinsam mit seinen beiden Schwestermodellen des PSA-Konzerns – beim VCD-Umweltranking von 2005 bis 2008 als bestes Nichthybrid-Fahrzeug platzieren.

## Aygo (2005–2014)
| Sterne im Euro NCAP-Crashtest (2005) |

| Sterne im Euro-NCAP-Crashtest (2012) |

### Maßnahmen zur Kostensenkung
Der Aygo wird gemeinsam mit dem weitgehend baugleichen Citroën C1 und dem Peugeot 107 im Werk von Toyota Peugeot Citroën Automobile (TPCA) in Kolín (Tschechien) gebaut. Alle drei Modelle haben den gleichen Dreizylinder-Ottomotor mit Nockenwellenverstellung (VVT-i) einem Liter Hubraum und 50 kW (68 PS) wie im Daihatsu Sirion. Aus Kostengründen sind anders als bei den meisten anderen Fahrzeugen Fahrer- und Beifahrersitz gleich; die Sitzbezüge sind lediglich auf die Polsterung geklebt. Die hinteren Fenster des Fünftürers sind Ausstellfenster, wodurch Scheibenführung und Hubtrieb eingespart werden. Die ab Werk lieferbare Sonderausstattung umfasst nur fünf Positionen, was Produktionsablauf und Lagerhaltung vereinfacht.

### Sicherheit
Toyota legte bei der Konzeption Wert auf Sicherheit. Der Wagen erhielt beim Euro-NCAP-Crashtest die Wertung von vier Sternen (26 Punkte) bei der Insassensicherheit und drei Sternen (36 Punkte) bei der Kindersicherheit. Auch das Thema Fußgängersicherheit hatte bei der Entwicklung hohe Priorität. Ende 2012 bekam der Toyota Aygo nur noch drei Sterne im NCAP-Crashtest. Grund dafür war die teilweise nicht mehr zeitgemäße Sicherheitsausstattung, die erst ab Juli 2013 verbessert wurde.

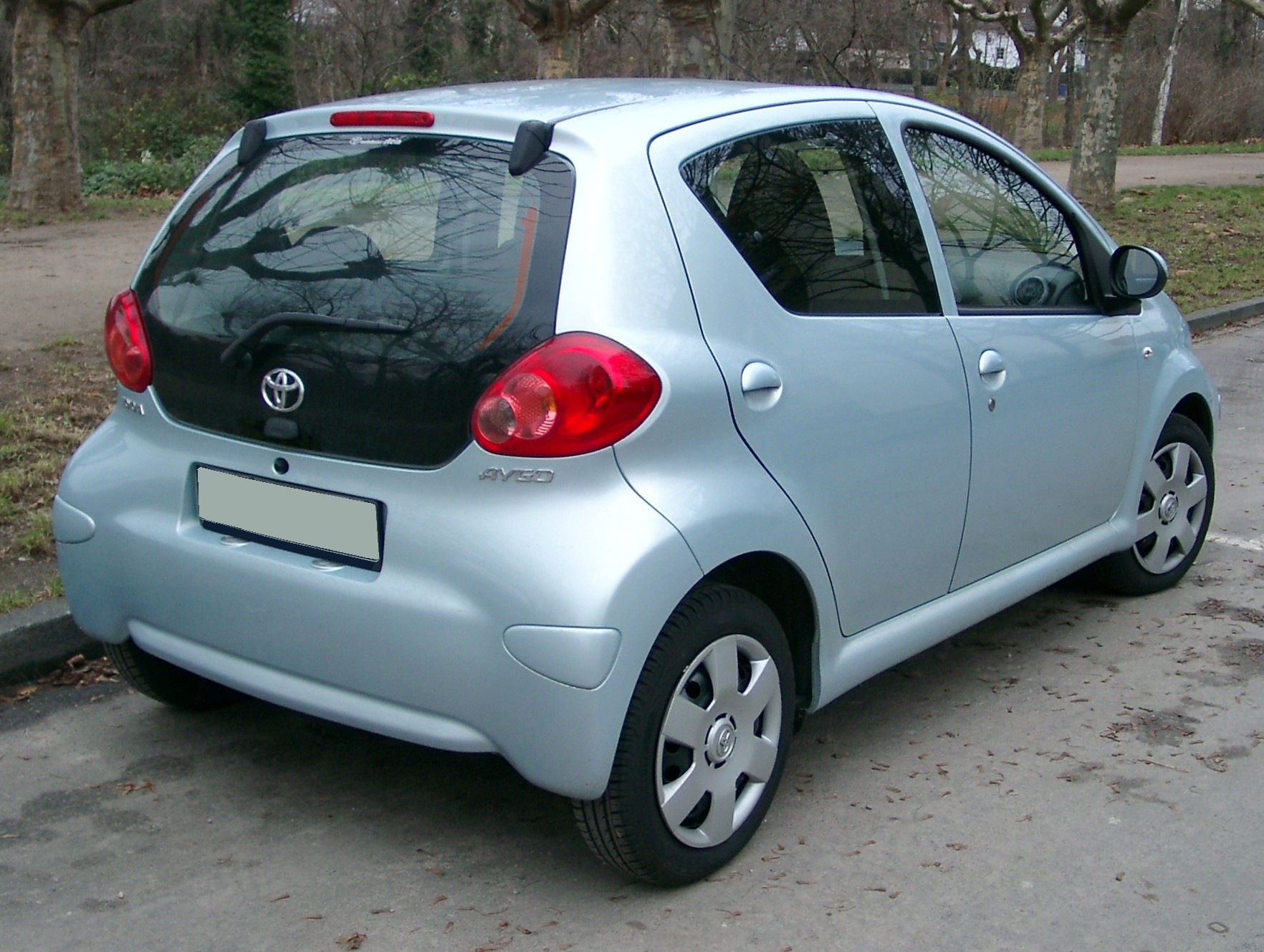
Heckansicht
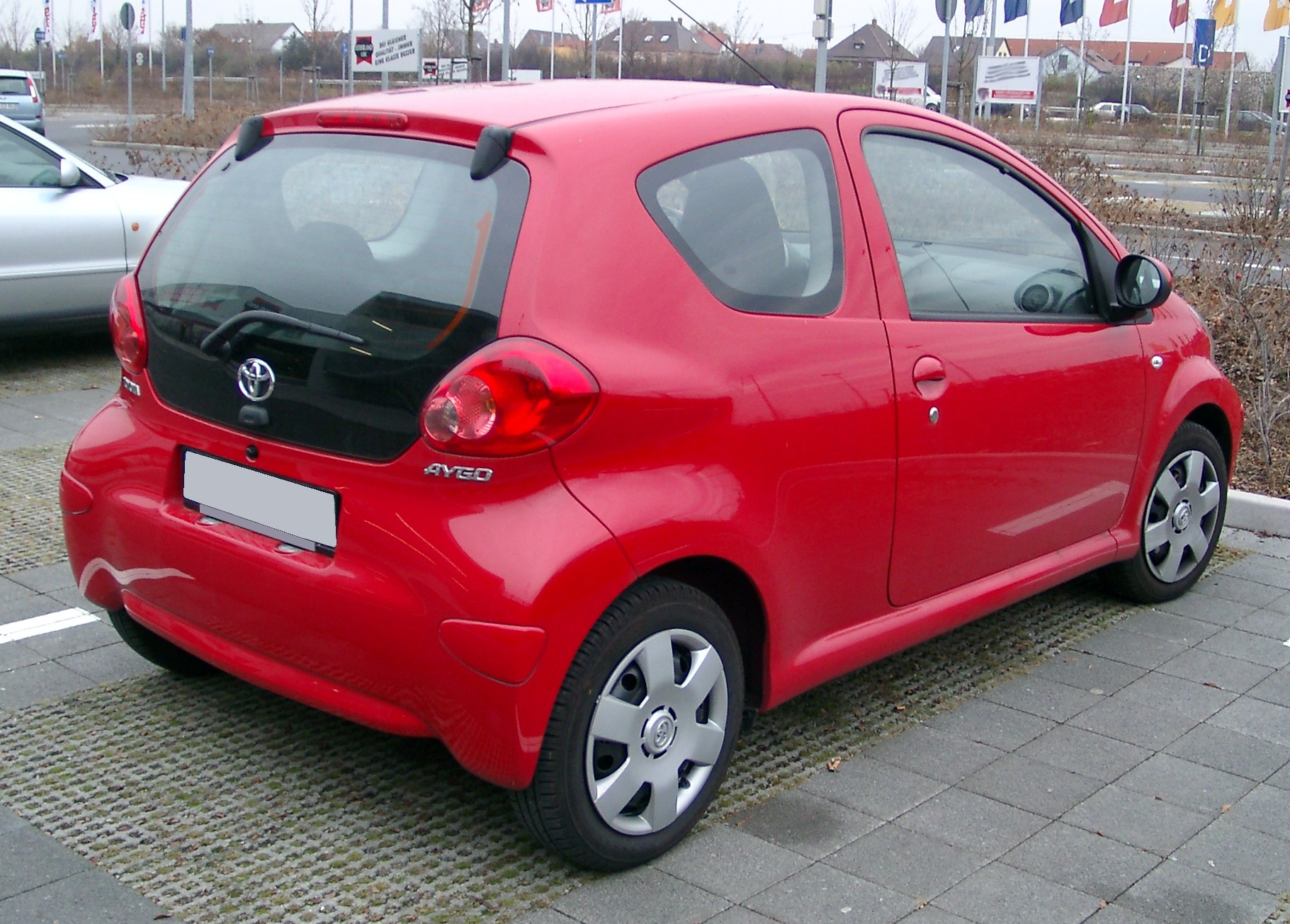
Toyota Aygo Dreitürer (2005–2009)

### Technische Daten
Das Fahrzeug wird wahlweise mit Fünfgang-Handschaltung oder mit dem automatischen Fünfgang-MultiMode-Getriebe angeboten.
Der Aygo verfügt über eine elektrische Servolenkung und hat einen Wendekreis von 9,46 m. Er ist für Anhängerbetrieb nur bedingt geeignet: Nach Abnahme durch einen Gutachter kann eine Anhängelast von 500 kg gebremst oder 350 kg ungebremst eingetragen werden. Der Tank fasst 35 Liter.
|                                             | Aygo 1.0                                                               | Aygo 1.4 D-4D                                                          |
| Bauzeitraum                                 | 2005–2014                                                              | 2005–2007                                                              |
| Motorkenndaten                              |                                                                        |                                                                        |
| Motortyp                                    | R3-Ottomotor aus Leichtmetall                                          | R4-Dieselmotor                                                         |
| Motorkennung                                | 1KR-FE                                                                 | DV4TD/2WZ-TV                                                           |
| Anzahl Ventile pro Zylinder                 | 4                                                                      | 2                                                                      |
| Ventilsteuerung                             | zwei obenliegende Nockenwellen, Steuerkette                            | obenliegende Nockenwelle, Zahnriemen                                   |
| Gemischaufbereitung                         | Saugrohreinspritzung                                                   | Common-Rail-Einspritzung                                               |
| Motoraufladung                              | —                                                                      | Turbolader                                                             |
| Kühlung                                     | Wasserkühlung                                                          | Wasserkühlung                                                          |
| Bohrung × Hub                               | 71,0 mm × 84,0 mm                                                      | 73,7 mm × 82,0 mm                                                      |
| Hubraum                                     | 998 cm³                                                                | 1398 cm³                                                               |
| Verdichtungsverhältnis                      | 10,5:1                                                                 | 17,9:1                                                                 |
| max. Leistung                               | 50 kW (68 PS) bei 6000/min                                             | 40 kW (54 PS) bei 4000/min                                             |
| max. Drehmoment                             | 93 Nm bei 3600/min                                                     | 130 Nm bei 1750/min                                                    |
| Kraftübertragung                            |                                                                        |                                                                        |
| Antrieb                                     | Vorderradantrieb                                                       | Vorderradantrieb                                                       |
| Getriebe, serienmäßig                       | 5-Gang-Schaltgetriebe                                                  | 5-Gang-Schaltgetriebe                                                  |
| Getriebe, optional                          | Automatisiertes 5-Gang-Schaltgetriebe (MMT)                            | —                                                                      |
| Fahrwerk                                    |                                                                        |                                                                        |
| vorn                                        | MacPherson-Federbeine, Querlenker, Zahnstangenlenkung, Scheibenbremsen | MacPherson-Federbeine, Querlenker, Zahnstangenlenkung, Scheibenbremsen |
| hinten                                      | Verbundlenkerachse, Trommelbremsen                                     | Verbundlenkerachse, Trommelbremsen                                     |
| Messwerte                                   |                                                                        |                                                                        |
| Höchstgeschwindigkeit                       | 157 km/h                                                               | 154 km/h                                                               |
| Beschleunigung, 0–100 km/h                  | 14,2 s mit MMT: 14,9 s                                                 | 16,8 s                                                                 |
| Kraftstoffverbrauch auf 100 km (kombiniert) | 4,3–4,6 l S                                                            | 4,1 l D                                                                |
| CO2-Emission (kombiniert)                   | 99–109 g/km                                                            | 108 g/km                                                               |

1. ↑  Offiziell nicht auf dem deutschen Markt erhältlich.

### Modellgeschichte
Im September 2004 tauchten erste Fotos eines Erlkönigs auf. Am 1. März 2005 kam der Aygo als Drei- und Fünftürer auf den Markt. Gleichzeitig begann die Serienfertigung bei TPCA in Kolín (Tschechien). Der Grundpreis für den Kleinwagen lag bei 8950 Euro (Stand: April 2005).
Im Mai wurde das Ergebnis des Euro-NCAP-Crashtests für den baugleichen Citroën C1 vorgelegt: Vier Sterne (von fünf möglichen).
Im August desselben Jahres präsentierte der Toyota Haustuner TTE ein optisches Tuning-Kit für den Aygo. Die Teile konnten einzeln erworben werden, alternativ konnte das komplette Optik-Kit vom Toyota Händler nachgerüstet werden.
Auf der IAA in Frankfurt wurde im September 2005 der Aygo mit Dieselmotor präsentiert. Im Januar 2006 kam für 580 Euro Aufpreis ein Automatikgetriebe ins Angebot, das sich per Tipp-Funktion auch manuell schalten lässt.
Im Juni 2006 präsentierte Toyota eine fahrbereite Studie mit 200 PS (147 kW) auf der British Motor Show in London.
Im August 2006 belegte der Aygo den dritten Rang auf der Umweltliste des Verkehrsclub Deutschland der sparsamsten, saubersten und leisesten Pkw. Ab März 2007 war in der Ausstattungsstufe „Club“ die Fahrdynamikregelung (ESP) Serienstandard. In den Ausstattungsvarianten „Aygo“, „City“ und für alle Sondermodelle wurde das ESP für 445 Euro Aufpreis angeboten.

### Modellpflege

#### 2009
Ende 2008 wurde der Aygo einer kleinen Modellpflege unterzogen. Ab dem 24. Januar 2009 waren diese Wagen erhältlich.
Hierbei wurden die Lufteinlässe im Bug umgestaltet und eine neue Seitenlinie eingeführt. Zudem wurden die Heckleuchten mit Chromringen versehen sowie die B-Säulen der fünftürigen Variante schwarz lackiert. Der Verbrauch wurde durch Anwendung des „Toyota Optimal Drive“-Konzeptes weiter gesenkt, so dass der Wagen nun 106 anstelle vormals 109 g/km CO2 ausstößt. Erreicht wurde dies durch die Verwendung eines reibungsmindernden Motoröls und einer Schubabschaltung, die auch beim Gangwechsel wirkt.

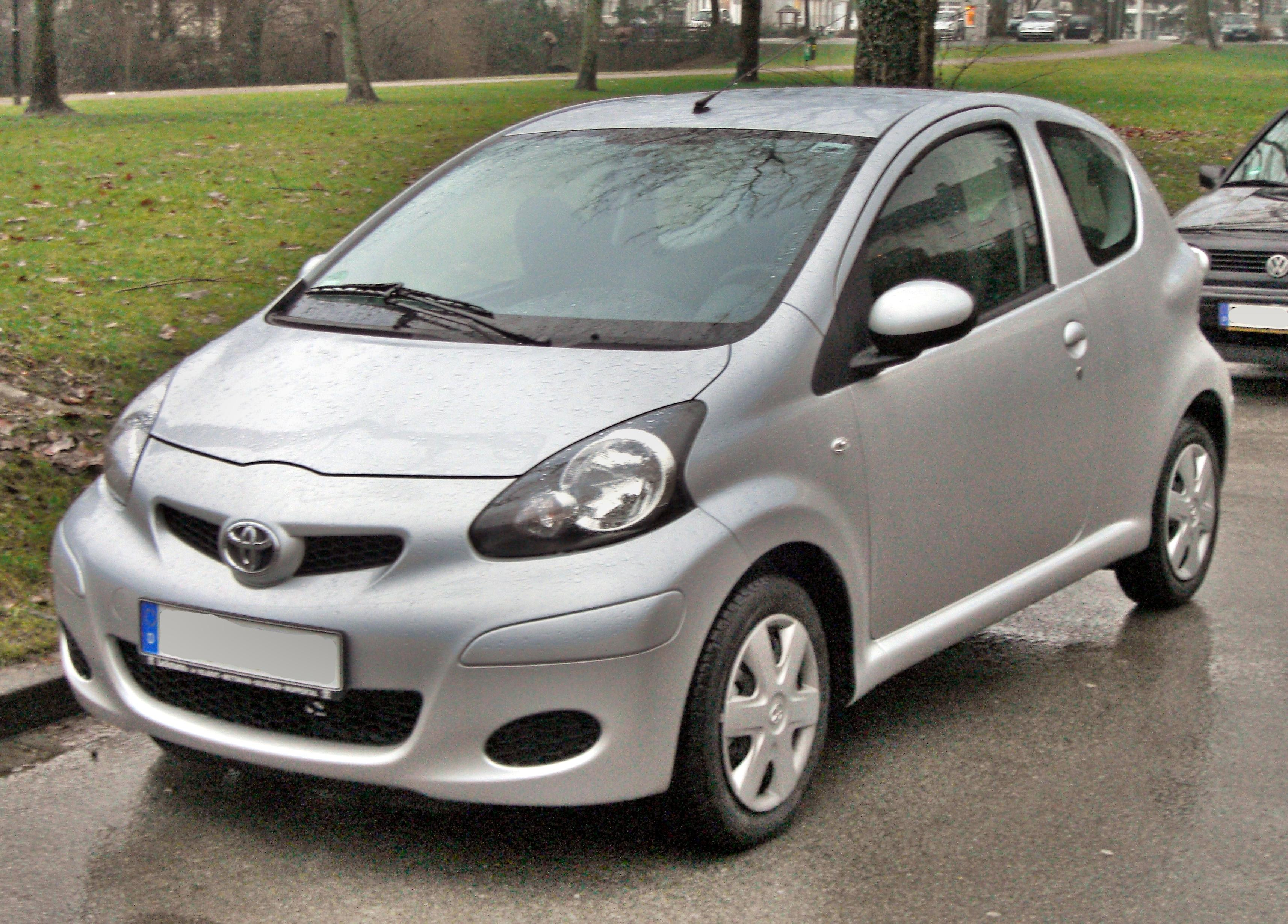
Toyota Aygo Dreitürer; Modell der Jahre 2009–2012
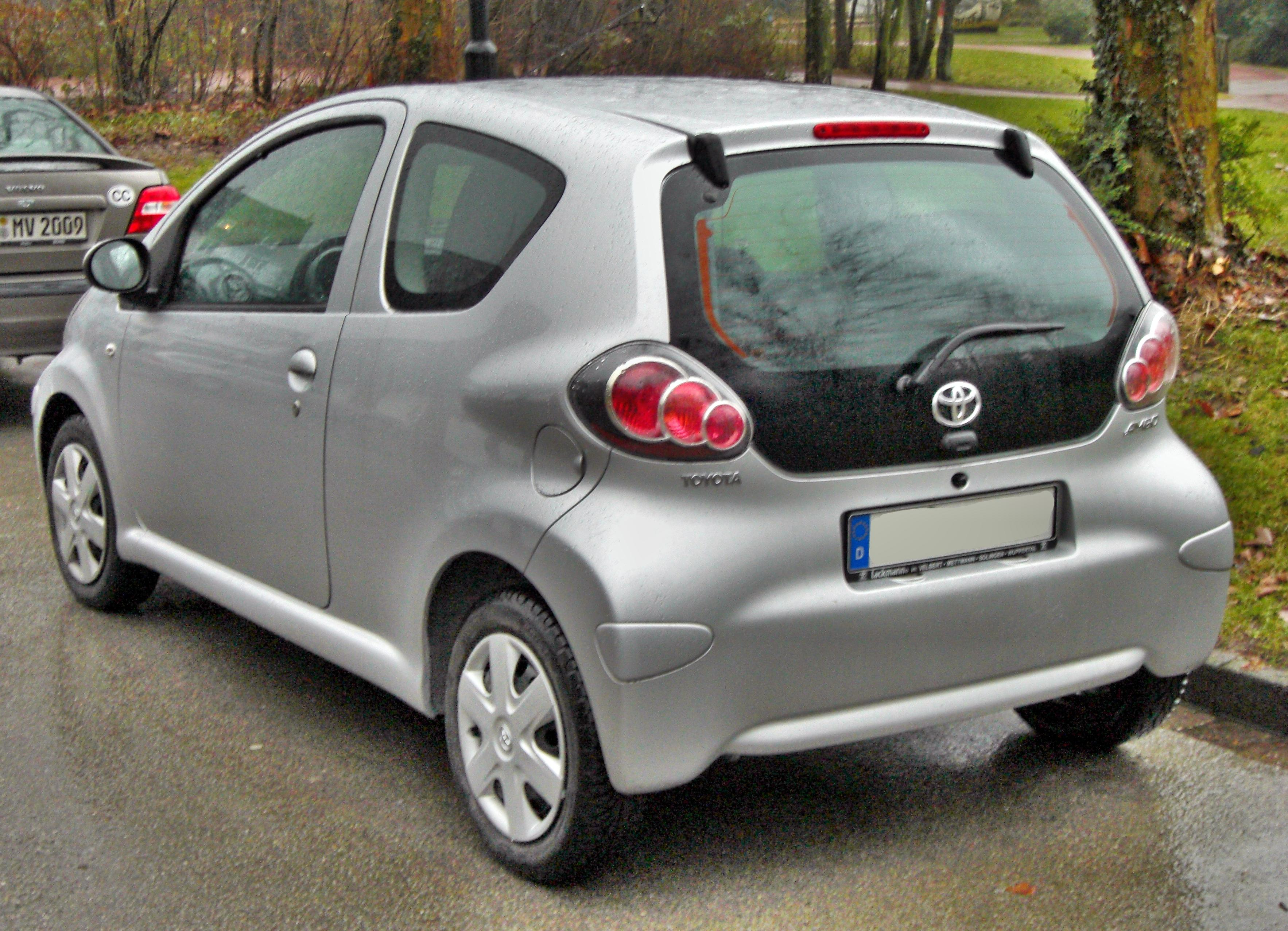
Heckansicht
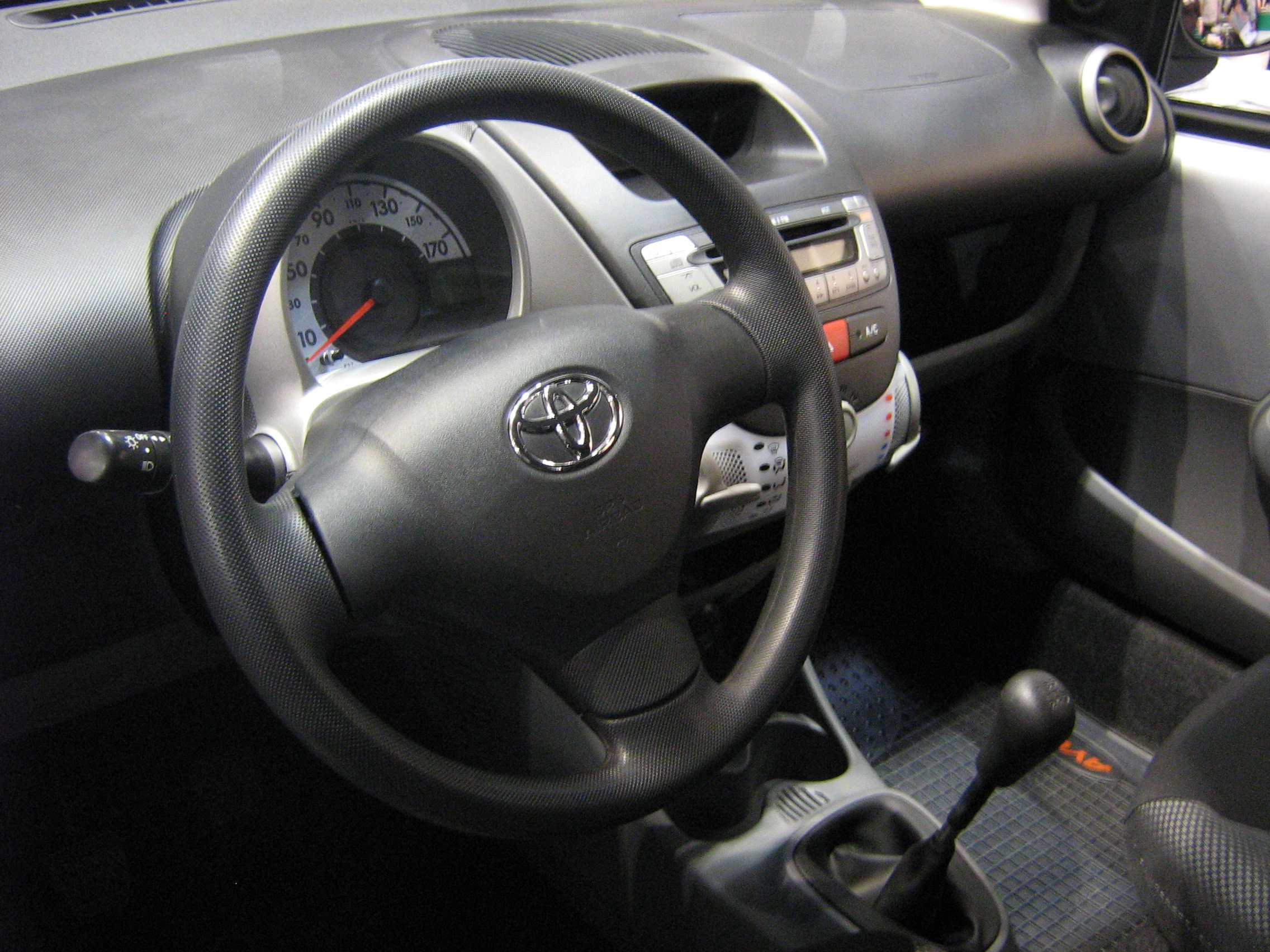
Armaturentafel

#### 2012
Eine weitere Überarbeitung erfolgte im Frühjahr 2012. Der Motor wurde verbessert. Bei unveränderter Leistung verbraucht er nun 4,4 l/100 km und emittiert nur noch 102 Gramm Kohlenstoffdioxid pro gefahrenem Kilometer. Außerdem erhielt der Wagen LED-Tagfahrlicht und eine neue Frontschürze.

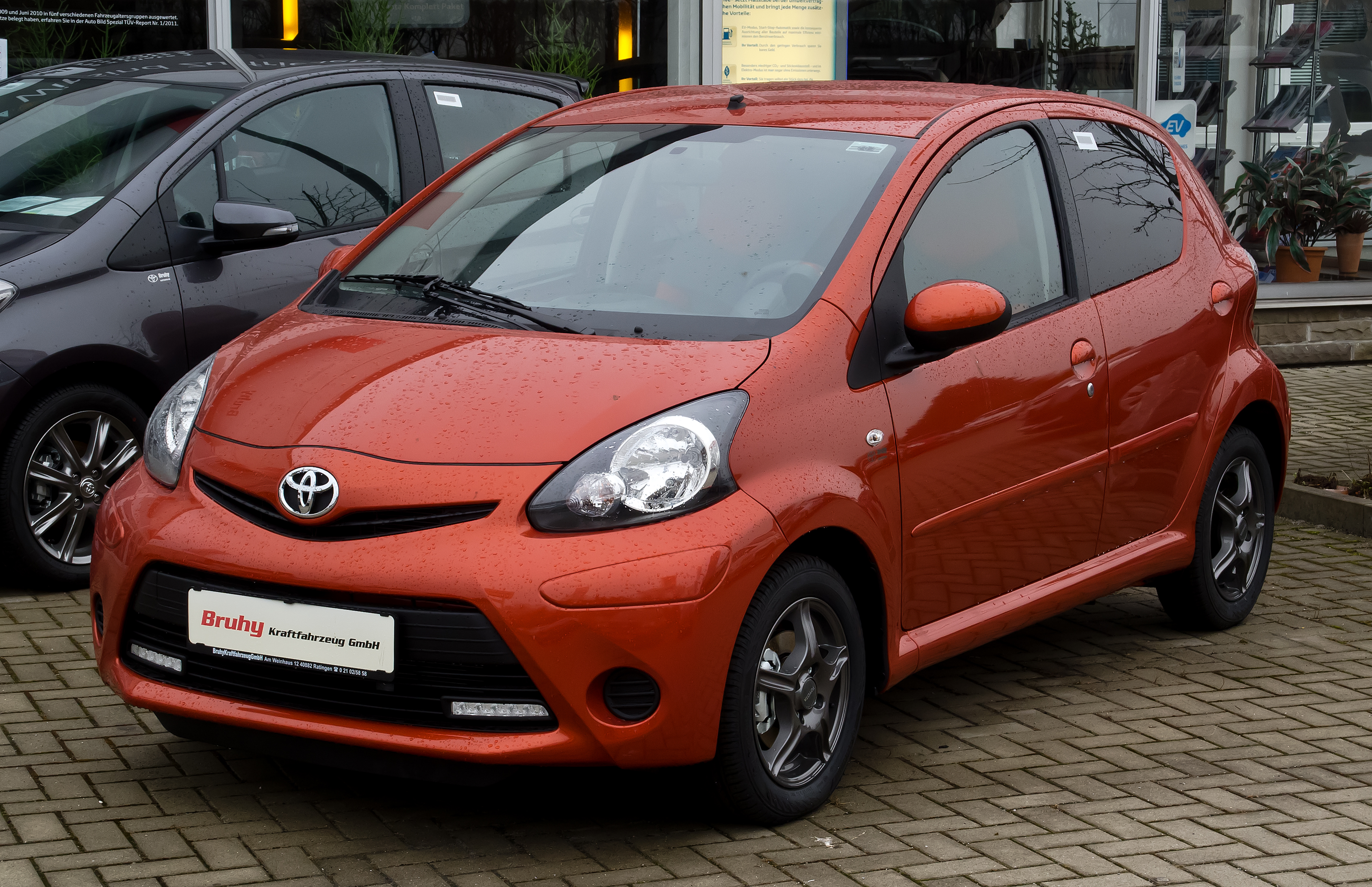
Toyota Aygo Fünftürer (2012–2014)
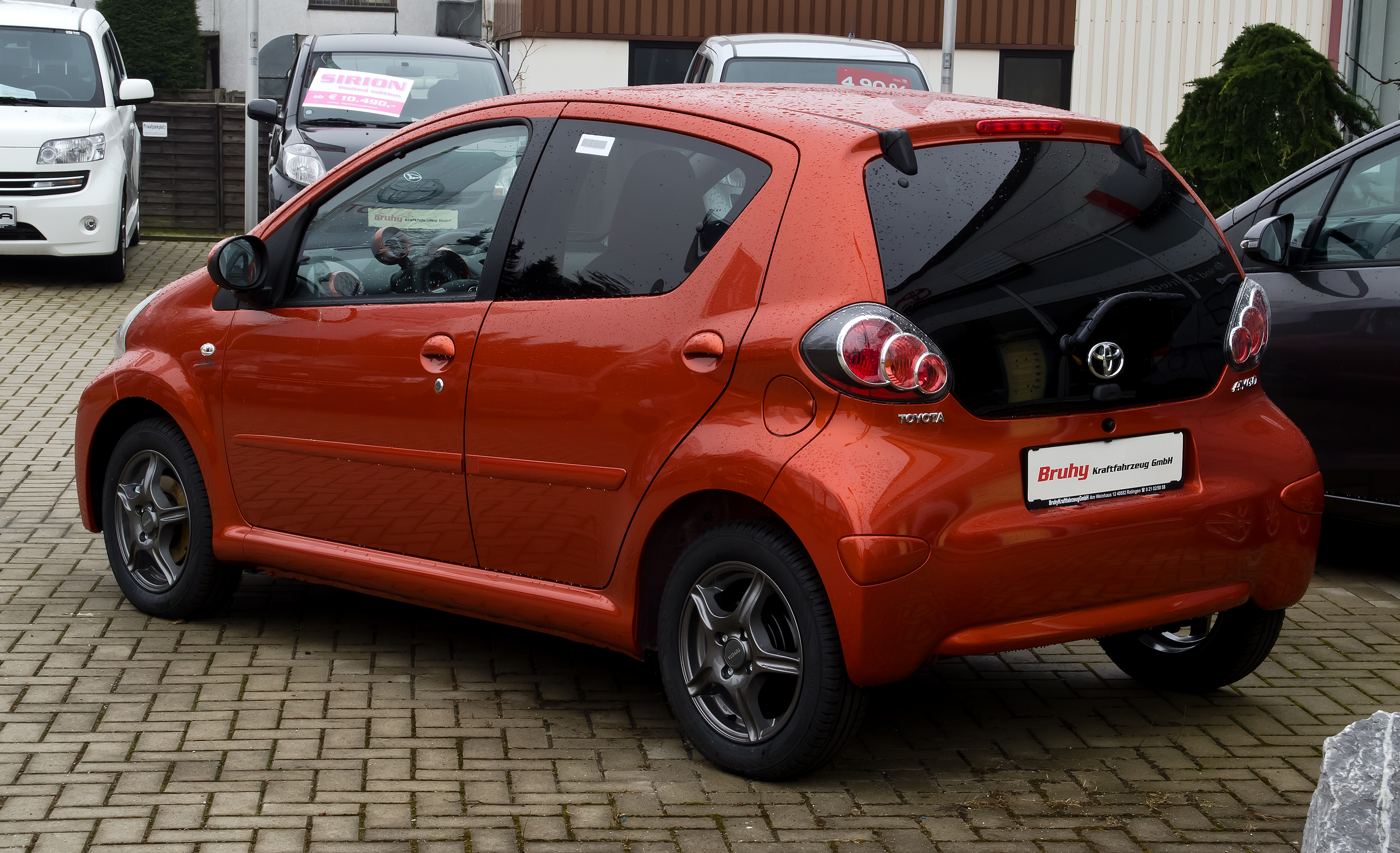
Heckansicht

### Modellvarianten
Der ursprünglich Anfang 2006 vorgesehene 40 kW starke 1,4-Liter-Dieselmotor (Vierzylinder von PSA Peugeot Citroën) wurde auf dem deutschen Markt nicht eingeführt. Die Diesel-Version war jedoch in der Schweiz oder als EU-Import aus Belgien, Dänemark und Frankreich erhältlich. Mittlerweile wurde die Produktion des Diesels eingestellt. Folgende Ausstattungslinien sind erhältlich:
- Aygo
- Aygo City (Zentralverriegelung, CD-Radio, elektr. Fensterheber, Rücksitzlehne geteilt)
- Aygo Club (ggü. City zusätzlich VSC (Vehicle Stability Control, ESP) mit TRC (Traction Control, Antriebsschlupfregelung), Nebelscheinwerfer, Leichtmetallräder, Drehzahlmesser)
- Aygo Cool (03/2006)
- Aygo Black (06/2006)
- Aygo Blue (05/2007)
- Aygo CKin2U (09/2007, Calvin-Klein-Sonderserie, sprich: c-k-in-to-you)
- Aygo Team (05/2008)
- Aygo CoolBlue (01/2009)
- Aygo CoolRed (04/2010)

Seit Januar 2011:
- Aygo
- Aygo Cool (Klimaanlage, Zentralverriegelung mit Funkfernbedienung, CD-Radio, elektr. Fensterheber, Rücksitzlehne geteilt)
- Aygo Edition (Multimedia- und Navisystem Connect, Touchscreen-Monitor, USB-Anschluss mit iPod-Steuerung, Soundkit)

## Aygo (2014–2021)
| Sterne im Euro NCAP-Crashtest (2014) |

Auf dem Genfer Auto-Salon im März 2014 wurde die zweite Generation des Aygo präsentiert. Sie ist wie beim Vorgängermodell baugleich mit dem kleinsten Citroen, dem C1, und dem kleinsten Peugeot, dem Peugeot 108. Das Design dieser Generation des Aygo ist nach Aussage des Chefingenieurs Terai von der japanischen Jugendkultur inspiriert.
Alle Modelle kamen im Sommer 2014 auf den Markt. Der Preis für das günstigste Modell lag bei 9.950 € (inflationsbereinigt 12.623 €). Ein Einliter-Ottomotor dient als einzige Antriebsquelle; er wurde in einigen Punkten verbessert.

### Ausstattungsvarianten
Den Aygo gibt es in drei Ausstattungsversionen (x, x-play, x-wave) und drei Spezialausführungen (x-cite, x-clusiv, x-play touch), je nach Modell ist er dann mal sportlicher, mal luxuriöser ausgestattet. Serienmäßig schon in der Basisausstattung x sind LED-Tagfahrlicht, Stabilitätskontrolle (ESP) und Hill Start Assist vorhanden. Die Variante x-play begann bei 11.525 € und fügt unter anderem ein Radio hinzu, welches vier statt zwei Lautsprecher und Bluetooth bietet. Weiterhin enthalten sind eine Klimaanlage, Geschwindigkeitsbegrenzer, Zentralverriegelung mit Funkfernbedienung, ein Lederlenkrad mit Bedienelementen, elektrische Fensterheber vorne und einen höhenverstellbaren Fahrersitz. Über den optionalen sieben Zoll großen Touchscreen in der Mittelkonsole, der in der Ausstattungsvariante x-play touch (ab 12.000 €) enthalten ist, lassen sich zahlreiche Bordfunktionen steuern. In diesem als x-touch bezeichneten System ist ebenfalls eine Rückfahrkamera enthalten. Als x-wave bietet er zusätzlich ein elektrisches Faltdach.
Die Armaturentafel kann durch austauschbare, verschiedenfarbige Blenden persönlich gestaltet werden.

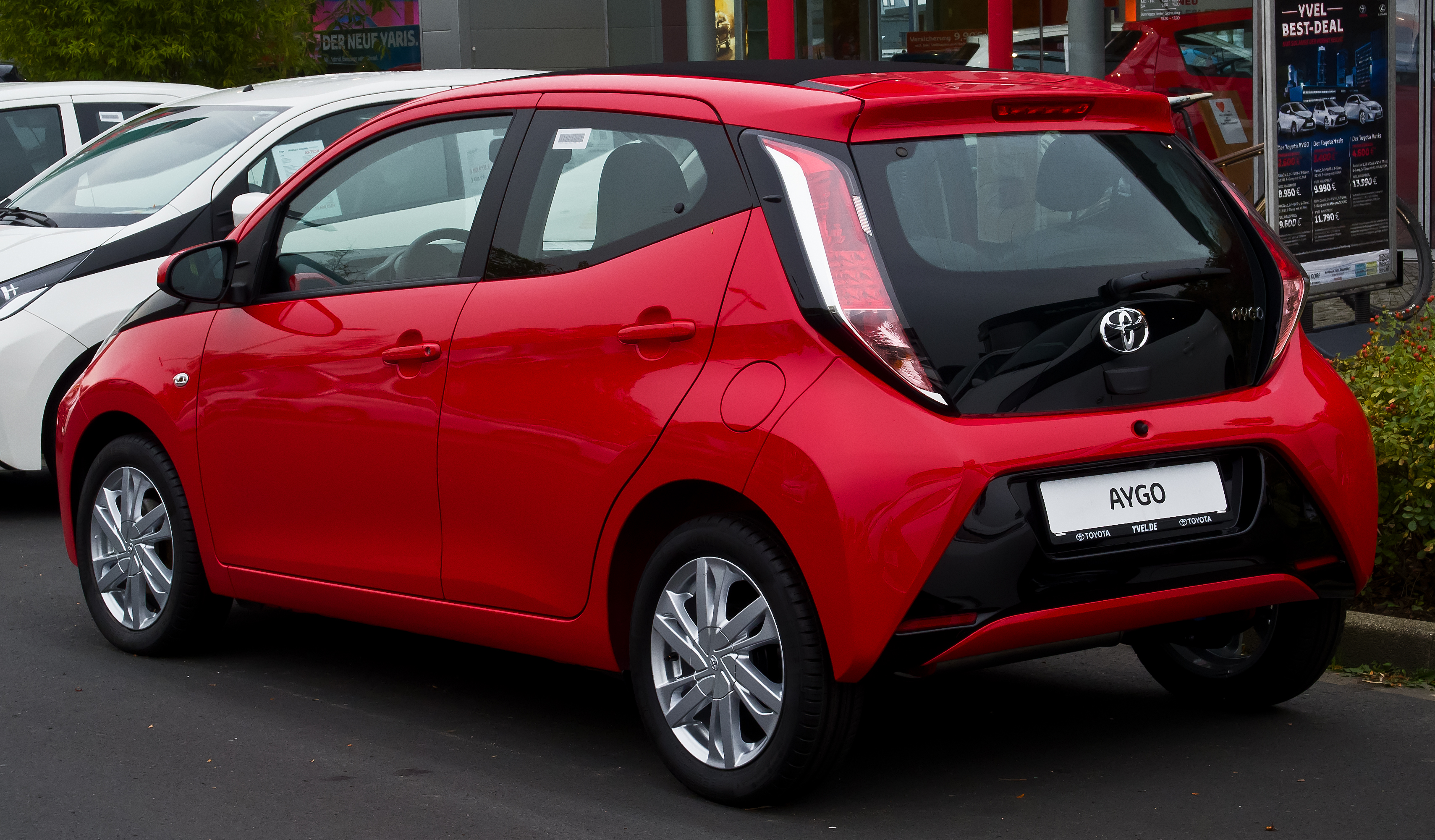
Heckansicht
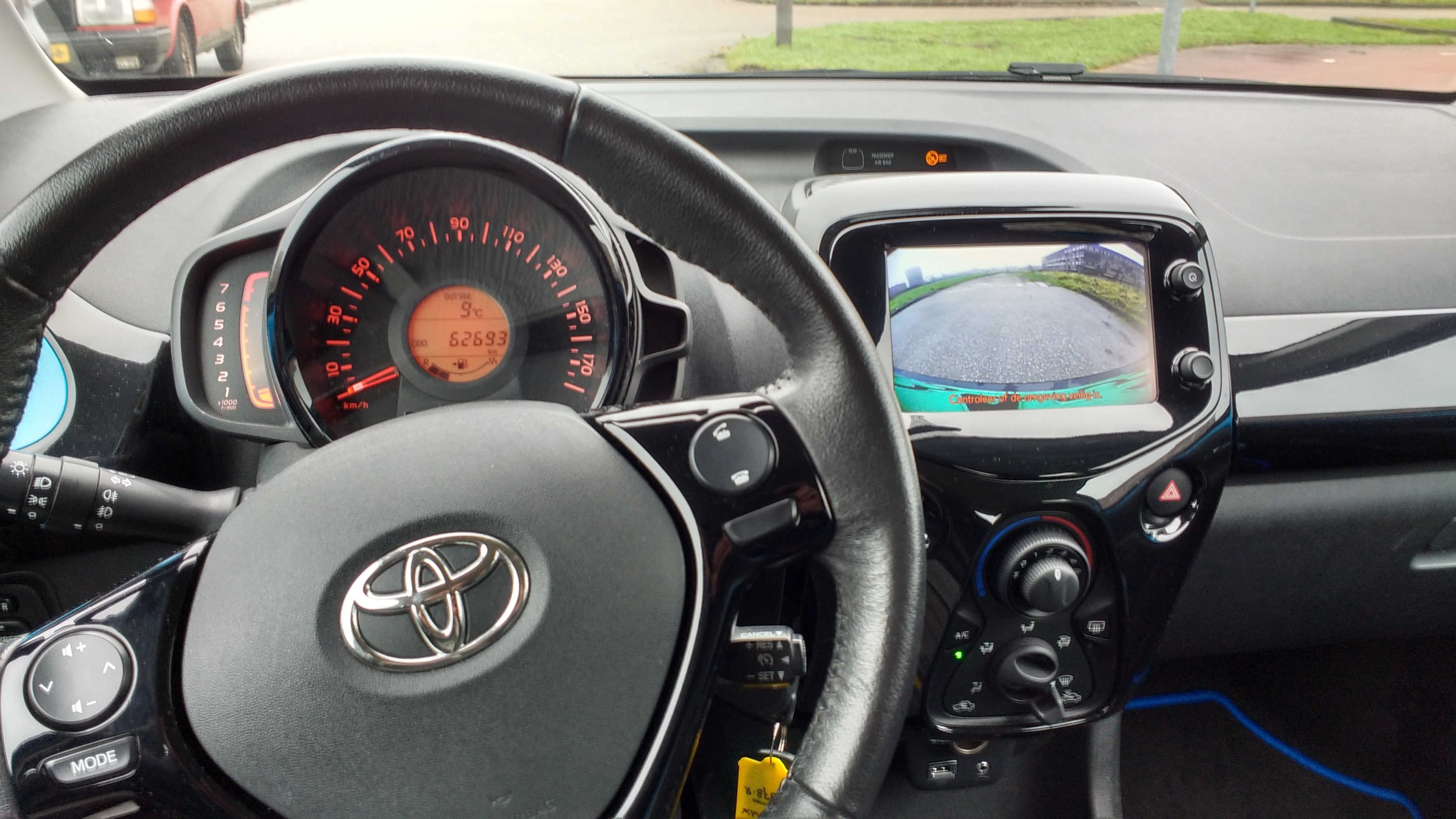
Armaturentafel

### Modellpflege
Im März 2018 präsentierte Toyota auf dem Genfer Auto-Salon eine Modellpflege des Aygo, die ab 16. Juni 2018 bei den Händlern stand. Die Preise begannen bei 9.990 € (inflationsbereinigt 12.144 €).
Seit der Modellpflege im Juni 2018 steht für die Integration eines Smartphones optional und in Verbindung mit dem Touchscreen Apple CarPlay und Android Auto zur Verfügung.

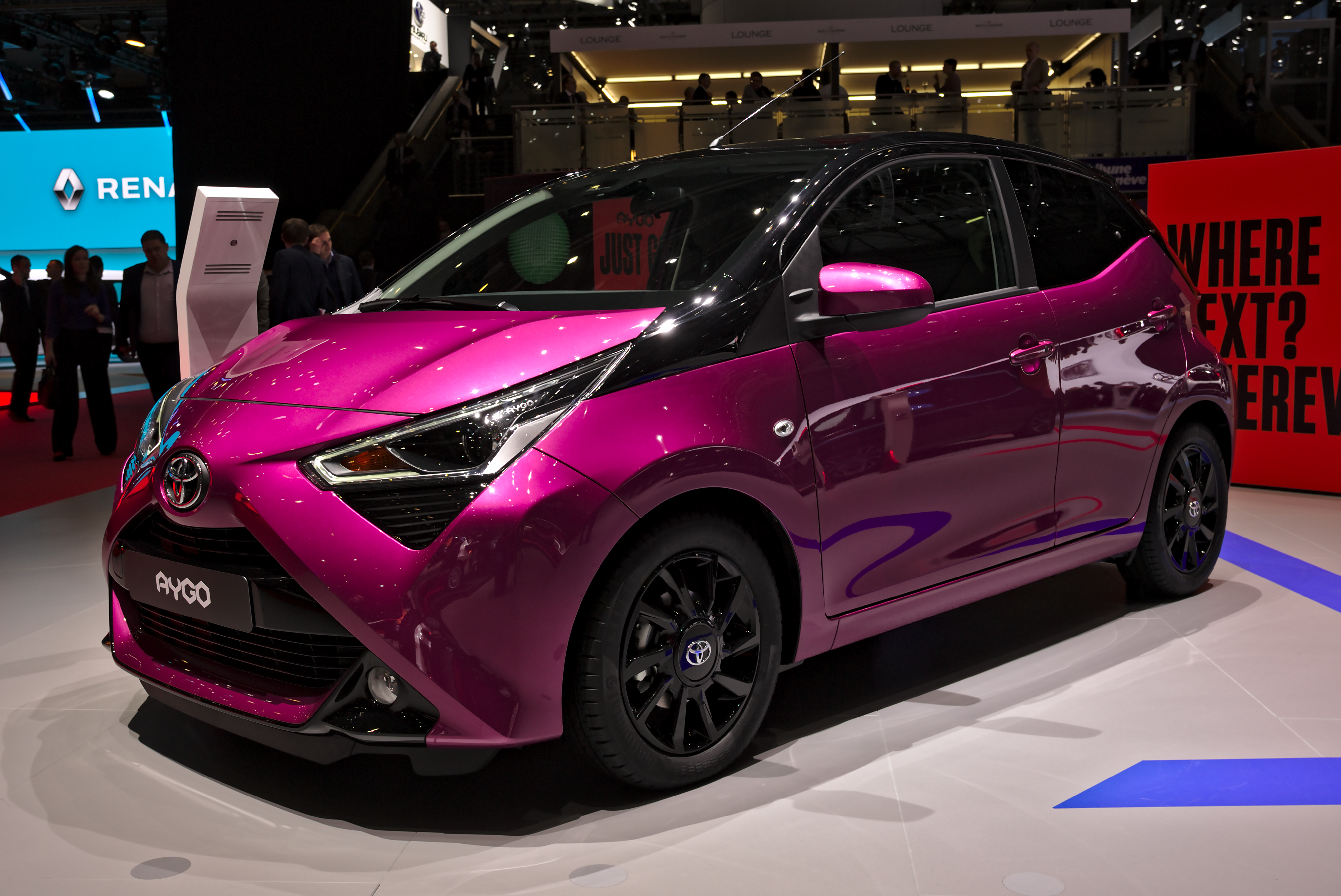
Toyota Aygo (2018–2021)
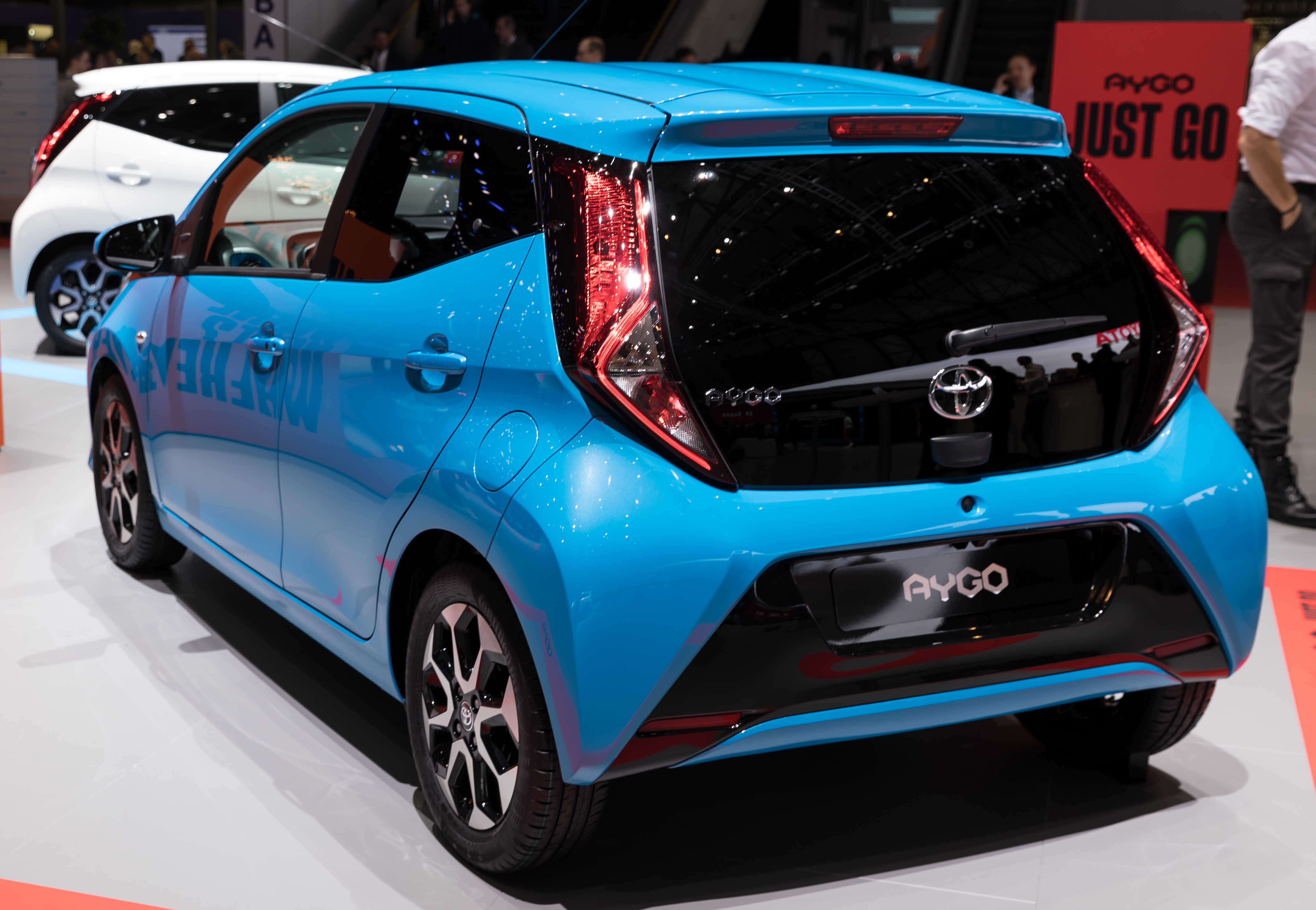
Heckansicht
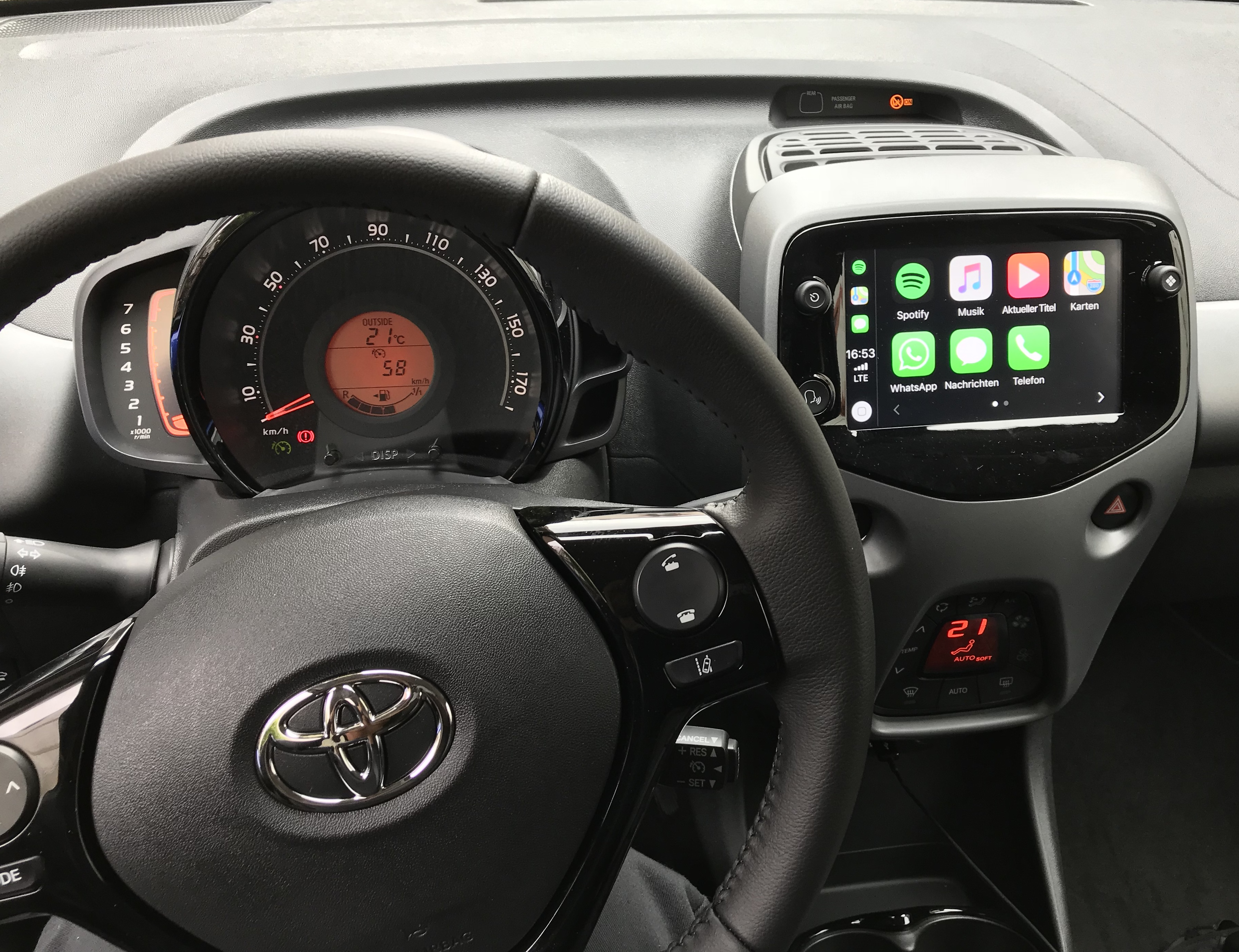
Armaturen mit "Apple CarPlay"-Integration und Klimaautomatik

### Technische Daten
Der Aygo wird mit einem 1,0-Liter-Dreizylinder-Ottomotor mit wahlweise Fünfgang-Handschaltung oder dem automatisierten 5-Gang-Schaltgetriebe "x-shift" angeboten. Der Motor ist reibungs- und gewichtsoptimiert; die Reibung konnte mit mehreren Maßnahmen um 14 % reduziert werden. Der Verbrauch wird mit durchschnittlich 3,8–4,1 l Super angegeben; der Tank fasst 35 Liter.
Ab Mitte Juni 2018 bekam der Motor ein neues Einspritzsystem und ein höheres Verdichtungsverhältnis.
|                                             | Aygo 1.0-VVT-i                                   |                                                                   |
| Bauzeitraum                                 | 07/2014–06/2018                                  | 06/2018–11/2021                                                   |
| Motortyp                                    | R3-Ottomotor                                     | R3-Ottomotor                                                      |
| Bezeichnung Toyota                          | 1KR-FE ESTEC                                     |                                                                   |
| Anzahl Ventile pro Zylinder                 | 4                                                | 4                                                                 |
| Ventilsteuerung                             | zwei obenliegende Nockenwellen, Steuerkette      | zwei obenliegende Nockenwellen, Steuerkette                       |
| Gemischaufbereitung                         | Saugrohreinspritzung                             | Saugrohreinspritzung                                              |
| Kühlung                                     | Wasserkühlung                                    | Wasserkühlung                                                     |
| Bohrung × Hub                               | 71,0 mm × 84,0 mm                                | 71,0 mm × 84,0 mm                                                 |
| Hubraum                                     | 998 cm³                                          | 998 cm³                                                           |
| Verdichtungsverhältnis                      | 11,5:1                                           | 11,8:1                                                            |
| max. Leistung                               | 51 kW (69 PS) bei 6000/min                       | 53 kW (72 PS) bei 6000/min                                        |
| Drehmoment                                  | max. 95 Nm bei 4300/min 85 Nm (90 %) ab 2000/min | max. 93 Nm bei 4400/min 84 Nm (90 %) ab 2000/min                  |
| Antrieb                                     | Vorderradantrieb                                 | Vorderradantrieb                                                  |
| Getriebe, serienmäßig                       | 5-Gang-Schaltgetriebe                            | 5-Gang-Schaltgetriebe                                             |
| Getriebe, optional                          | Automatisiertes 5-Gang-Schaltgetriebe (x-shift)  | Automatisiertes 5-Gang-Schaltgetriebe (x-shift)                   |
| Höchstgeschwindigkeit                       | 160 km/h [160 km/h]                              | 160 km/h [160 km/h]                                               |
| Beschleunigung, 0–100 km/h                  | 14,2–14,3 s [15,5 s]                             | 14,2 [15,5 s]                                                     |
| Kraftstoffverbrauch auf 100 km (kombiniert) | 3,8–4,1 l S [4,2 l S]                            | 4,1 l S [4,2 l S]                                                 |
| CO2-Emission (kombiniert)                   | 88–95 g/km [97 g/km]                             | 93 g/km [95 g/km]                                                 |
| Abgasnorm                                   |                                                  | Euro 6d-TEMP-EVAP (ab Produktionsmonat Mai 2020: Euro 6d ISC FCM) |
| Tankinhalt                                  | 35 l                                             | 35 l                                                              |

- Werte in [ ] Klammern stehen für mit Automatikgetriebe.

Der Wendekreis beträgt 9,6 m. Ebenso wie beim Vorgänger wird eine elektrische Servolenkung verwendet.
Das Fahrwerk hat vorn MacPherson-Federbeine und eine Verbundlenkerhinterachse, sowie an beiden Achsen einen Stabilisator. Für Anhängerbetrieb ist der Aygo nur bedingt geeignet.

## Aygo X (seit 2022)
| Sterne im Euro NCAP-Crashtest (2022) |

Mit dem Konzeptfahrzeug Aygo X Prolouge präsentierte Toyota im März 2021 einen ersten Ausblick auf die dritte Generation des Aygo, wobei das X das „Crossover“-Design bezeichnen soll. Es stammt aus Toyotas europäischem Designcenter in Nizza.
Die Serienversion wurde schließlich im November 2021 als Aygo X vorgestellt. Die baugleichen Citroën C1 und Peugeot 108 wurden Anfang 2022 eingestellt. Die Produktion des Aygo X erfolgt nun allein im Werk in Kolin, das von Toyota übernommen wurde. Zum Marktstart gab es das auf 500 Exemplare limitierte Sondermodell Limited. Es ist insbesondere durch orangefarbene Designelemente erkennbar. In Zusammenarbeit mit Jun Takahashi wurde das auf 5.000 Exemplare limitierte Sondermodell Undercover gestaltet, das im März 2023 auf der Pariser Fashion Week debütierte. Eine überarbeitete Version wurde im Juni 2025 vorgestellt.

### Sicherheit
Im Sommer 2022 wurde der Kleinstwagen vom Euro NCAP auf die Fahrzeugsicherheit getestet. Er erhielt vier von fünf möglichen Sternen.

### Technik
Der Aygo X baut fortan auf der GA-B-Skalierung der Toyota New Global Architecture (TNGA) Plattform auf, die auch der Yaris (XP21) verwendet. Die dritte Generation wurde als Kleinst-SUV gestaltet. Sie ist mit einer Länge von 3,70 m um 23,5 cm länger als das direkte Vorgängermodell. Der Radstand verlängert sich jedoch nur um 9 cm, was aber trotzdem, zusammen mit der größeren Breite, großzügigere Verhältnisse im Innenraum verspricht. Auch der Kofferraum wurde um 60 Liter auf 231 Liter vergrößert. Wegen diverser Anbauteile und der höheren Bodenfreiheit (11 mm) wird die dritte Generation auch als Crossover bezeichnet. Vorn hat auch diese Generation MacPherson-Federbeine. Der Wendekreis von 9,4 m ist stadtfreundlich.
Angetrieben wird der Aygo X wieder vom 1,0-Liter-Dreizylinder-Ottomotor mit einer maximalen Leistung von 53 kW (72 PS). Serienmäßig hat er ein 5-Gang-Schaltgetriebe, gegen Aufpreis ist ein stufenloses Getriebe erhältlich.

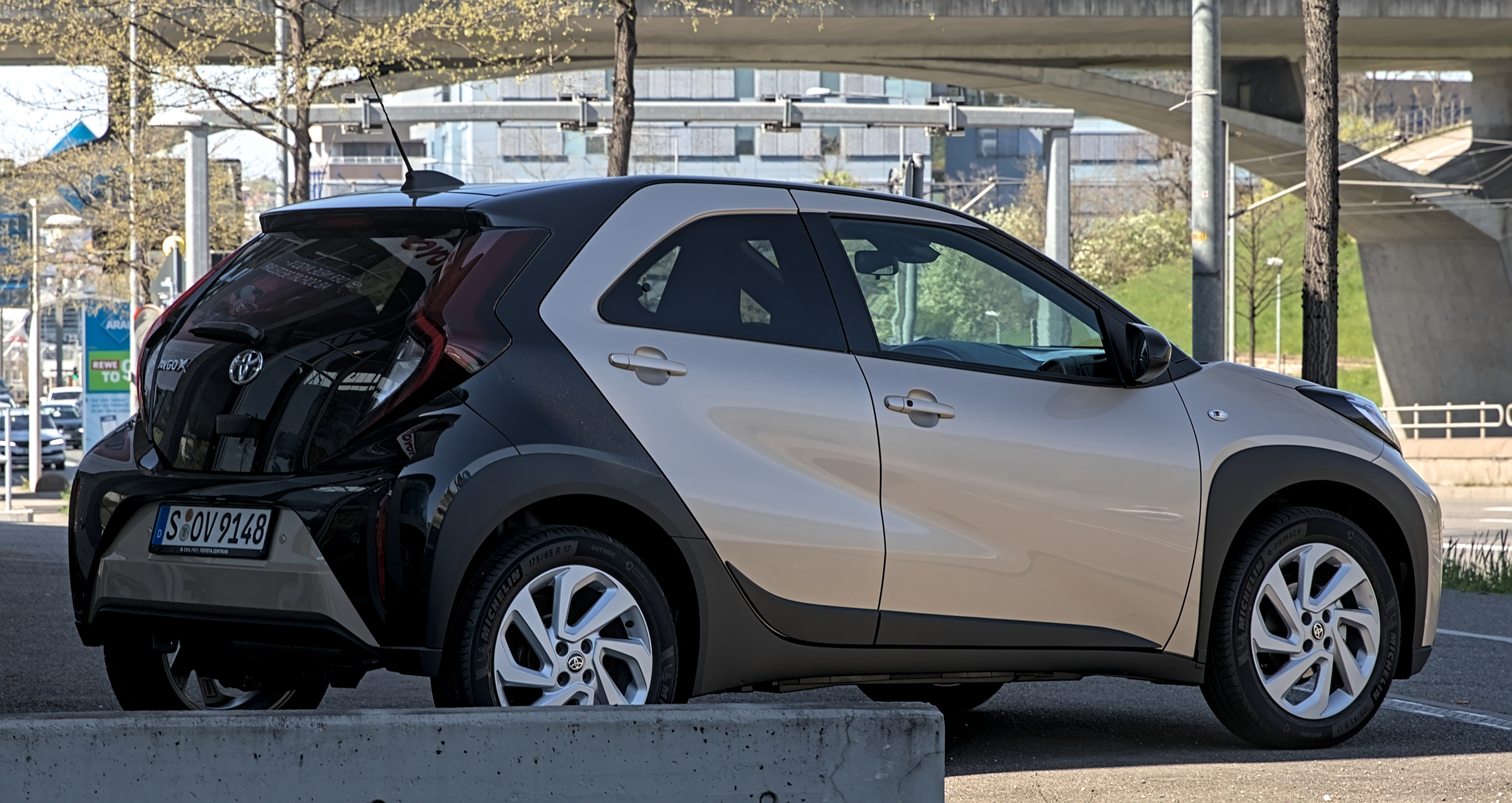
Heckansicht
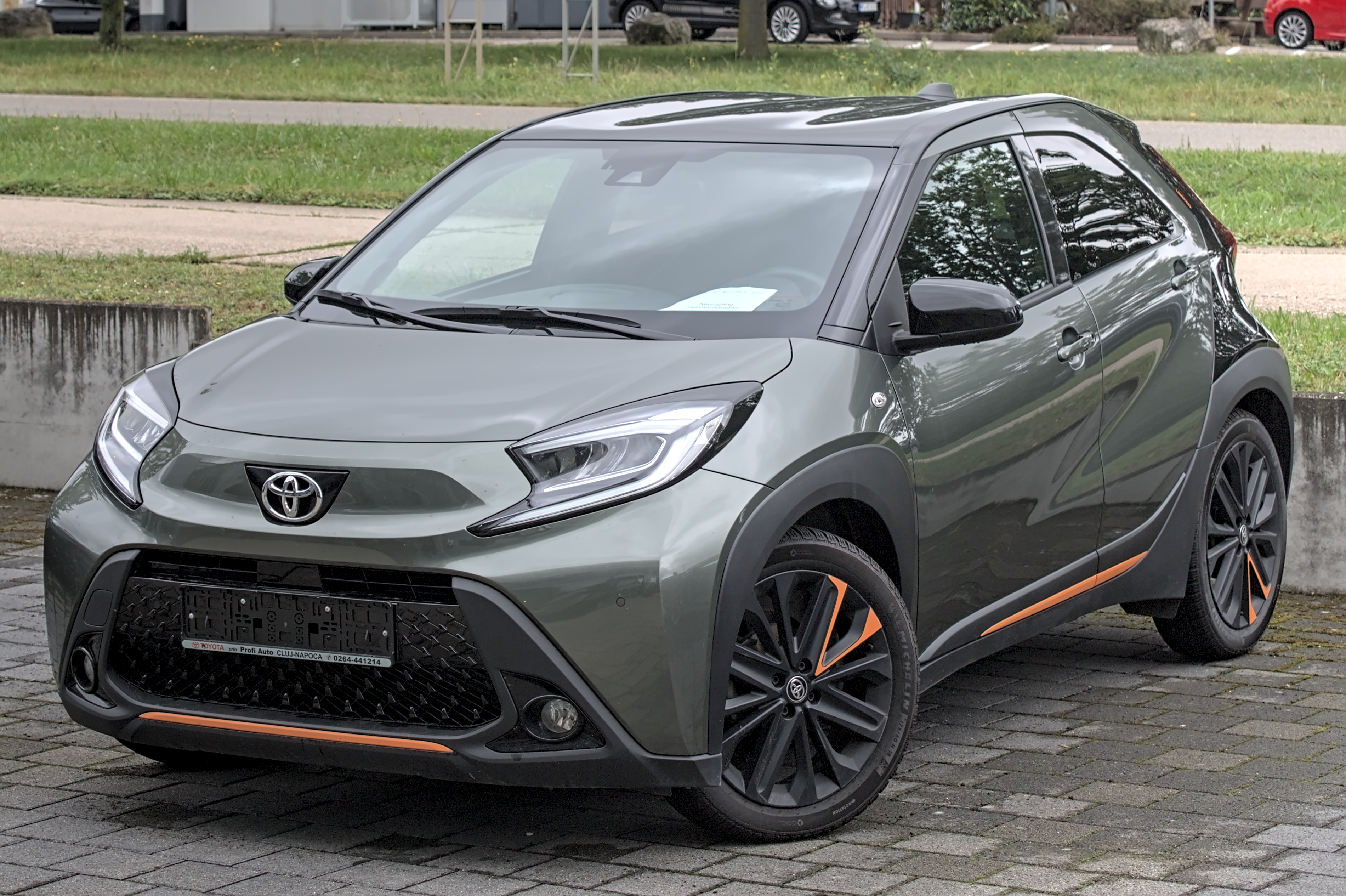
Toyota Aygo X Limited (2022)
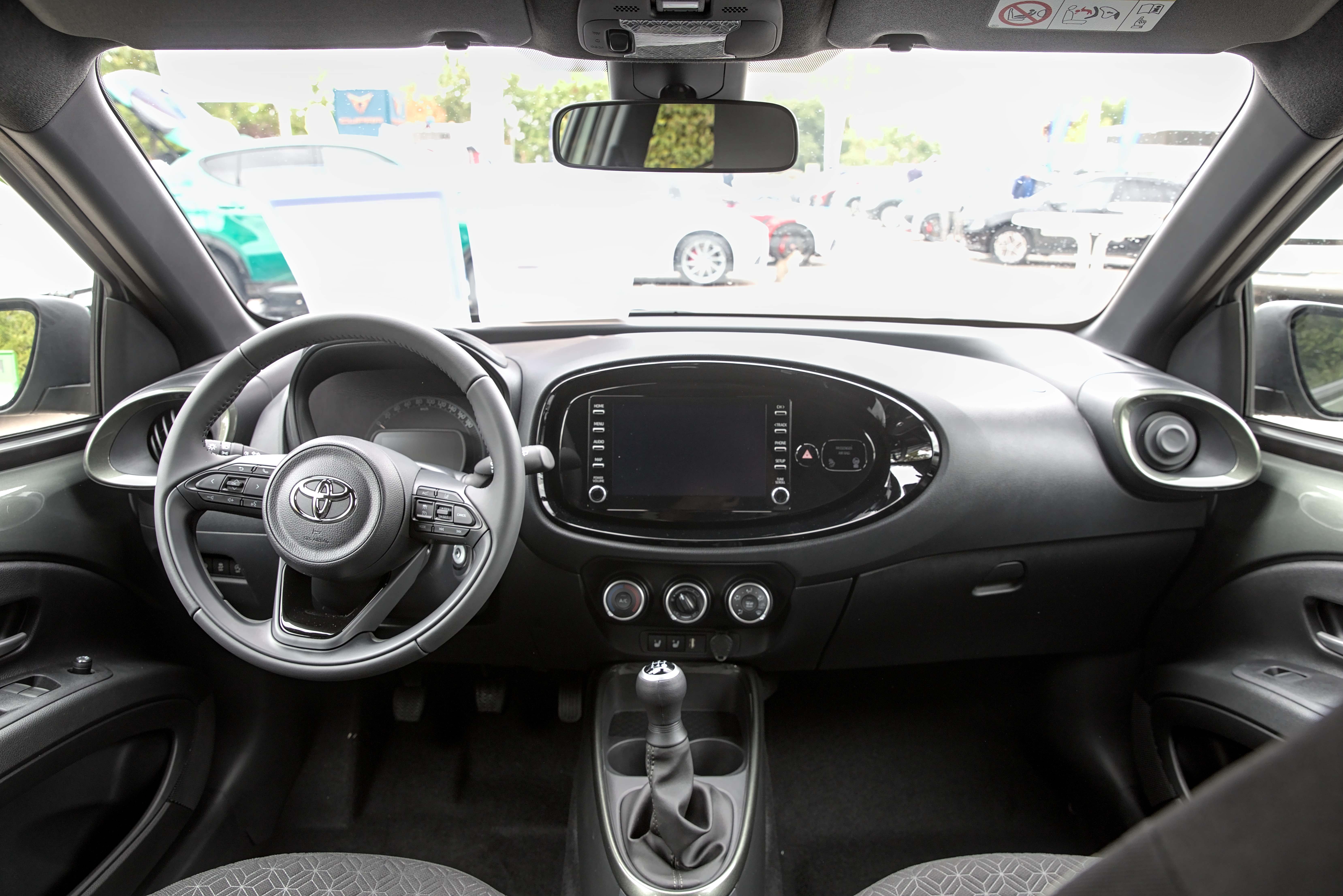
Innenansicht

#### Technische Daten
| Kenngrößen                                  | Aygo X 1.0                        |
| Bauzeitraum                                 | seit 04/2022                      |
| Motorkenndaten                              |                                   |
| Motortyp                                    | R3-Ottomotor                      |
| Gemischaufbereitung                         | Saugrohreinspritzung              |
| Motoraufladung                              | —                                 |
| Hubraum                                     | 998 cm³                           |
| max. Leistung                               | 53 kW (72 PS) bei 6000/min        |
| max. Drehmoment                             | 93 Nm bei 4400/min                |
| Kraftübertragung                            |                                   |
| Antrieb, serienmäßig                        | Vorderradantrieb                  |
| Getriebe, serienmäßig                       | 5-Gang-Schaltgetriebe             |
| Getriebe, optional                          | (Stufenloses Getriebe)            |
| Messwerte                                   |                                   |
| Höchstgeschwindigkeit                       | 158 km/h (151 km/h)               |
| Beschleunigung, 0–100 km/h                  | 15,6 s (15,5 s)                   |
| Kraftstoffverbrauch auf 100 km (kombiniert) | 4,7–5,2 l Super (4,9–5,4 l Super) |
| CO2-Emission (kombiniert)                   | 115–118 g/km (119–122 g/km)       |
| Tankinhalt                                  | 35 l                              |
| Abgasnorm nach EU-Klassifikation            | Euro 6d                           |

## Zulassungszahlen in Deutschland
Seit dem Marktstart 2005 bis einschließlich Dezember 2024 sind in der Bundesrepublik Deutschland insgesamt 263.969 Toyota Aygo neu zugelassen worden. Mit 29.520 Einheiten war 2009 das erfolgreichste Verkaufsjahr. Dies ist insbesondere auf die Umweltprämie zurückzuführen. 2024 nahmen die Zulassungen deutlich zu, weil viele Mitbewerber ihre Kleinstwagenmodelle wie z. B. VW up!, Smart Fortwo und Smart Forfour, Citroën C1, Peugeot 108 oder Renault Twingo nicht mehr neu anboten.
|  |

|  |

|  |

|  |

|  |

|  |

|  |

|  |

|  |

|  |

|  |

|  |

|  |

|  |

|  |

|  |

|  |

|  |

|  |

|  |

|  |

|  |

|  |

|  |

|  |

|  |

|  |

|  |

|  |

|  |

|  |

|  |

|  |

|  |

|  |

|  |

|  |

|  |

|  |

|  |

|  |

|  |

|  |

|  |

|  |

|  |

|  |

|  |

|  |

|  |

|  |

|  |

|  |

|  |

|  |

|  |

|  |

|  |

|  |

|  |

|  |

|  |

|  |

|  |

|  |

|  |

|  |

|  |

|  |

|  |

|  |

|  |

|  |

|  |

|  |

|  |

|  |

|  |

|  |

|  |

|  |

|  |

|  |

|  |

|  |

|  |

|  |

|  |

|  |

|  |

|  |

|  |

|  |

|  |

|  |

|  |

|  |

|  |

|  |

|  |

|  |

|  |

|  |

|  |

|  |

|  |

|  |

|  |

|  |

|  |

|  |

|  |

|  |

|  |

|  |

|  |

|  |

|  |

|  |

|  |

|  |

|  |

|  |

|  |

|  |

|  |

|  |

|  |

|  |

|  |

|  |

|  |

|  |

|  |

|  |

|  |

|  |

|  |

|  |

|  |

|  |

|  |

|  |

|  |

|  |

|  |

|  |

|  |

|  |

|  |

|  |

|  |

|  |

|  |

|  |

|  |

|  |

|  |

|  |

|  |

|  |

|  |

|  |

|  |

|  |

|  |

|  |

|  |

|  |

|  |

|  |

|  |

|  |

|  |

|  |

|  |

|  |

|  |

|  |

|  |

|  |

|  |

|  |

|  |

|  |

|  |

|  |

|  |

|  |

|  |

|  |

|  |

|  |

|  |

|  |

|  |

|  |

|  |

|  |

|  |

|  |

|  |

|  |

|  |

|  |

|  |

|  |

|  |

|  |

|  |

|  |

|  |

|  |

|  |

|  |

|  |

|  |

|  |

|  |

|  |

|  |

|  |

|  |

|  |

|  |

|  |

|  |

|  |

|  |

|  |

|  |

|  |

|  |

|  |

|  |

|  |

|  |

|  |

|  |

|  |

|  |

|  |

|  |

|  |

|  |

|  |

|  |

|  |

|  |

|  |

|  |

|  |

|  |

|  |

|  |

|  |

|  |

|  |

|  |

|  |

|  |

|  |

|  |

|  |

|  |

|  |

|  |

|  |

|  |

|  |

|  |

|  |

|  |

|  |

|  |

|  |

|  |

|  |

|  |

|  |

|  |

|  |

|  |

|  |

|  |

|  |

|  |

|  |

|  |

|  |

|  |

|  |

|  |

|  |

|  |

|  |

|  |

|  |

|  |

|  |

|  |

|  |

|  |

|  |

|  |

|  |

|  |

|  |

|  |

|  |

|  |

|  |

|  |

|  |

|  |

|  |

|  |

|  |

|  |

|  |

|  |

|  |

|  |

|  |

|  |

|  |

|  |

|  |

|  |

|  |

|  |

|  |

|  |

|  |

|  |

|  |

|  | Benziner (263.736) |

|  | Benziner (263.736) |

|  | Diesel (233) |

|  | Diesel (233) |